# Paratettix mexicanus
Paratettix mexicanus is een rechtvleugelig insect uit de familie doornsprinkhanen (Tetrigidae). De wetenschappelijke naam van deze soort is voor het eerst geldig gepubliceerd in 1861 door Saussure.